# Ryo Oishi
Ryo Oishi (Shizuoka, 13 juli 1977) is een voormalig Japans voetballer.

## Carrière
Ryo Oishi speelde tussen 1996 en 1998 voor Shimizu S-Pulse.

## Statistieken
| Japan   | Japan           | Japan       | League | League | Emperor's Cup | Emperor's Cup | J-League Cup | J-League Cup | Totaal | Totaal |
| Seizoen | Club            | League      | Wed.   | Goals  | Wed.          | Goals         | Wed.         | Goals        | Wed.   | Goals  |
| ------- | --------------- | ----------- | ------ | ------ | ------------- | ------------- | ------------ | ------------ | ------ | ------ |
| 1996    | Shimizu S-Pulse | J. League 1 | 0      | 0      | 0             | 0             | 0            | 0            | 0      | 0      |
| 1997    | Shimizu S-Pulse | J. League 1 | 2      | 0      | 0             | 0             | 0            | 0            | 2      | 0      |
| 1998    | Shimizu S-Pulse | J. League 1 | 0      | 0      | 0             | 0             | 0            | 0            | 0      | 0      |
| Totaal  | Totaal          | Totaal      | 2      | 0      | 0             | 0             | 0            | 0            | 2      | 0      |